# José Amícola
José Amícola (Buenos Aires, 15 de febrero de 1942) es un docente, escritor y conferencista argentino. En 2016 ganó el Premio al Mérito Konex en Humanidades. Según el diario Página/12, es «uno de los pioneros de los estudios queer en Argentina», y para el portal Contexto es «un referente de los debates sobre género y diversidad sexual».

## Biografía

### Primeros años y estudios
Amícola nació en 1942 en Buenos Aires, Argentina. A finales de la década de 1960 cursó una Licenciatura en Letras en la Universidad de Buenos Aires, y en 1982 obtuvo un Doctorado en Letras en la Universidad de Gotinga con una tesis sobre el fascismo en la obra literaria de Roberto Arlt. Esta obra se publicó en Buenos Aires dos años después como Astrología y fascismo en la obra de Arlt.

### Carrera
Entre 1986 y 2012 se desempeñó como profesor titular de la Universidad Nacional de La Plata. Como conferencista, participó en eventos en instituciones educativas como la Universidad de Tours, la École Normale Supérieure, la Universidad de París y la Universidad de Gotinga, entre otras. Se desempeñó además como profesor adjunto en instituciones argentinas como la Universidad Nacional de La Pampa, el Instituto Universitario de Trelew y el Instituto Domingo F. Sarmiento. En septiembre de 2013 fue nombrado Profesor Consulto de la Facultad de Humanidades y Ciencias de la Educación de la Universidad Nacional de La Plata por un periodo de siete años.
Su obra literaria está conformada principalmente por ensayos y análisis de la obra de autores como Manuel Puig, Julio Cortázar y Fiódor Dostoyevski, entre otros, profundizando además en temas como la identidad de género y la teoría queer. Entre sus obras literarias más reconocidas destacan Sobre Cortázar (1969), Manuel Puig y la tela que atrapa al lector (1992), Dostoievski, polifonía y disonancia (1995), La batalla de los géneros (2003), Autobiografía como autofiguración (2007), Estéticas bastardas (2012), Un corte de género (2012) y Una erótica sangrienta (2015).

## Premios y reconocimientos
- 1992 - Primer Premio de la Fundación Banco Mercantil por el análisis de La condena, de Franz Kafka
- 2006 - Segundo Premio de Ensayo del Fondo Nacional de las Artes por Autobiografía como autofiguración
- 2016 - Premio al Mérito Konex en Humanidades, rubro crítica literaria
- 2016 - Personalidad Destacada de la Cultura de La Plata, Frente para la Victoria

Fuente: